# Legenda (poemat)
Legenda – poemat  Zygmunta Krasińskiego wydany w Paryżu w 1840 w zbiorze Trzy myśli pozostałe po ś. p. Henryku Ligenzie.

## O utworze
Legenda powstała w 1839 jako trzecia część Trzech myśli. Cechuje ją, jak i poprzednie części cyklu, apokaliptyczny ton. Znaczący wpływ na ukształtowanie się idei i obrazów Legendy wywarła najnowsza powieść George Sand Spiridion, jedno z jej arcydzieł, które Krasiński serdecznie polecał Adamowi Potockiemu w liście.

## Motto
Motto pochodzi z Ewangelii Jana z rozdziału 21, 18 i 20-22 i obejmuje zapowiedź dotyczącą Apostoła Piotra: Gdyś był młodszym, opasowałeś się i chodziłeś kędyś chciał; lecz gdy się zestarzejesz, wyciągniesz ręce twoje, a kto inny cię opasze i poprowadzi, gdziebyś nie chciał, oraz zapowiedź dotyczącą Apostoła Jana daną na pytanie Piotra: Jeślibym chciał, żeby on został aż przyjdę, co tobie do tego?

## Treść
W wigilię Bożego Narodzenia Narrator szedł wiele godzin przez pustkę Kampanii Rzymskiej, aż stanął nad brzegiem morza. Wówczas nadpłynął okręt bez masztów i żagli, z którego buchał słup dymu, a ktoś z pokładu zapytał czy to ostatnia wigilia. Narrator zobaczył tłum postaci w karmazynowych czapkach i płaszczach białych. Były to ostatki szlachty polskiej, której żałobny anioł nakazał stanąć o północy w Bazylice Piotra. Narrator poprowadził ich w stronę Rzymu, a w trakcie marszu równina zaroiła się od świateł pielgrzymów innych narodów zdążających na wezwanie anioła który zapowiedział, że tego dnia po raz ostatni urodzi się Chrystus u grobu Piotra i więcej się na ziemi nie będzie rodzić ani umierać. Tłumy rozpoznały w Polakach ostatnich bohaterów ziemi i ruszyli za nimi ku Rzymowi.
Wchodzących powitało miasto przystrojone i oświetlone jak w dzień oraz rozradowani rzymianie. Przeszli obok rozświetlonego amfiteatru Flawiana i Kapitolu przez most na Tybrze i weszli na dziedziniec bazyliki. Dalej iść było niepodobna z powodu tłumów. Wtedy wyszedł na schody starzec w purpurze kardynalskiej i nakazał przepuścić tych, którzy kiedyś dla wiary katolickiej cudzy naród zbawili od śmierci, a później za wiarę poginęli. I przeszli umarli aż pod sam grób Piotra i uklęknąwszy modlili się trzymając broń w ręku. A gdy wszystkie orszaki zajęły miejsce, każdy pod swym sztandarem, od strony Watykanu nadszedł papież w towarzystwie biskupów. Idąc kreślił w powietrzu drżące znaki błogosławieństwa. A gdy ręce jego osłabły, ten sam kardynał pomógł mu zasiąść na tronie, który wniesiono przed ołtarz. Dzwony uderzyły dwanaście razy, a kardynał ogłosił, że Chrystus się narodził. Potem rozpoczęła się Msza, a w chwili podniesienia usłyszano jakby głos który mówił: Jestem i ujrzano śnieżną postać z krwawymi rękami i nogami. 
A gdy Ofiara się spełniła, kardynał zawołał w stronę grobu: Obudź się i mów. Wtedy podniosło się z grobu ciało i zawołało: Biada! Zmarły Piotr rozpoznał w kardynale Apostoła Jana, który nigdy nie umarł. Teraz został wezwany, by ogarnąć świat i przytulić go do piersi Pana, jak był sam przytulony podczas ostatniej wieczerzy. Piotr powtórzył swoje biada i zapadł się w grób, a sklepienie bazyliki zaczęło pękać. Wszystkim zrobiło się straszno, tylko szlachta polska patrzyła śmiałym okiem. Kardynał nakazał wszystkim wychodzić, by nikt nie zginął pod gruzami. Papież pozostał, bo chciał umrzeć przy ołtarzu. Ściany kościoła zaczęły się giąć. Wszyscy rzucili się do ucieczki. Tylko szlachta polska została, by starzec nie musiał umierać sam. Potem pękły cztery kolumny przy ołtarzu i runął baldachim i kopuła, wszystkie portyki i pałac Watykanu. Na olbrzymi kopiec zwalonej bazyliki wstąpił kardynał, a narrator poszedł za nim i kiedy upewnił się, że Chrystus już więcej nie urodzi się ani nie umrze na ziemi, zapytał o los tych, których tu wczoraj przyprowadził. Starzec kazał mu się nie martwić o nich, bo za to że oddali Panu ostatnią przysługę, on się im odwdzięczy. Im lepiej będzie i synom synów ich.

## Charakterystyka
W Legendzie Krasiński skorzystał z historiozofii Schellinga, który w dziejach Kościoła wyróżniał trzy epoki:
- Piotra – przedstawiającego siłę jednoczącą, reprezentanta kościoła narodów romańskich,
- Pawła – głosiciela prawdy, wyobrażającego kościoły narodów germańskich
- i Jana – uosobienie światłości i miłości, reprezentującego kościół całej ludzkości[5].

W utworze tym Krasiński zapowiada upadek współczesnego Kościoła Piotrowego i zwycięstwo Kościoła przyszłości, Janowego. Ludzkość podczas tego kataklizmu zachowuje się biernie. Tylko szlachta polska nie poddaje się poleceniu kardynała i opowiada się po stronie papiestwa. Ginie pod walącym się kościołem Piotrowym. Ta postawa Polaków od początku wydawała się badaczom niezrozumiała. Opowiadają się oni bowiem po stronie tego, co ginie, gdy cały świat zdąża ku odrodzeniu. Wątpliwości nie rozwiewa nawet obietnica Jana, że Bóg nie zapomni im tego litościwego czynu. Wyraźnie poeta nie miał jeszcze jasnego poglądu na związek sprawy narodowej z losami świata. Rycerski czyn Polaków wierności papieżowi stanowi już jednak niewątpliwie zapowiedź historycznej roli polskiej szlachty w Przedświcie.